# بییاگالیخو
بییاگالیخو (به اسپانیایی: Villagalijo) یک شهرستان در اسپانیا است که در استان بورگس واقع شده‌است.

## خصوصیات
بییاگالیخو ۲۲ کیلومترمربع مساحت و ۸۰ نفر جمعیت دارد.